# 윌리 랜돌프
윌리 래리 랜돌프(Willie Larry Randolph, 1954년 7월 6일 ~ )는 전 미국의 메이저 리그 베이스볼 2루수이자 감독이다. 18년간의 야구 경력 동안에 그는 1975년부터 1992년까지 6개의 다른 팀들을 위하여 활약하였으며, 대부분 두드러지게 뉴욕 양키스에서 뛰었다. 그는 2013년 9월 공식 시즌 이후의 야구 분석자로서 ESPN에 가입하였다.
자신의 선수 경력 끝에 그는 2루에서 5위(2152), 자살에서 9위(4859), 보살에서 7위(6336), 토탈 챈스에서 8위(11429), 병살에서 3위(1547)에 랭킹으로 들어왔다. 선수로서 은퇴에 이어 그는 11년 동안 양키스에 코치로서 가입하였다. 그는 후에 2005년부터 2008년까지 뉴욕 메츠의 감독을 지냈다.

## 선수 경력
사우스캐롤라이나주 홀리힐에서 태어나 뉴욕 브루클린에서 자라온 랜돌프는 자신이 스타 선수였던 새뮤얼 J. 틸던 고등학교를 졸업하고 1972년 드래프트의 7번째 라운드에서 피츠버그 파이리츠에 의하여 드래프트되었다. 그는 1975년에 자신의 메이저 리그 데뷔를 하고 21세의 나이로 내셔널 리그에서 6번째의 연소자 선수였다.

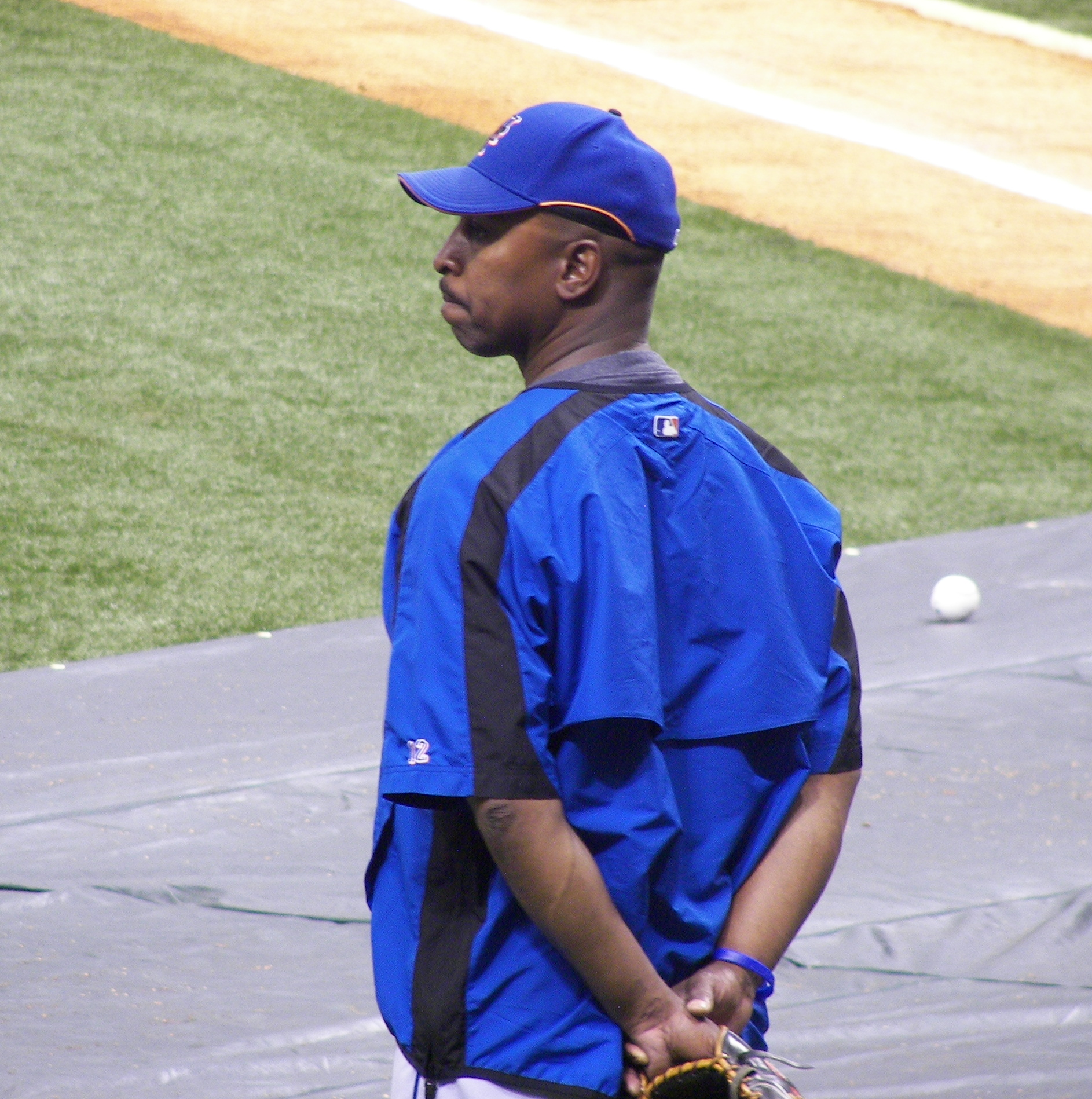
뉴욕 메츠 선수 시절의 랜돌프

그해 12월 그는 닥 메디치를 위하여 켄 브렛과 닥 엘리스와 함께 양키스로 이적되었다.
랜돌프는 양키스와 함께 선수로서 자신의 18번의 시즌들 중에 13번을 보내고 1986년부터 1988년까지 론 기드리와 함께 합동 주장이었다. 그는 후에 로스앤젤레스 다저스(1989 ~ 90), 오클랜드 애슬레틱스(1990)와 밀워키 브루어스(1991)를 위하여 활약하고 1992년 뉴욕 메츠와 함께 자신의 경력을 끝냈다. 그는 자신 경력에 6개의 올스타 팀들에 선발되었다. 순서에서 경력 제2의 타수였던 그는 80개 이상의 4구에 의한 출루를 7번이나 비긴 번터와 인내심 있는 타수로서 자신의 실력들의 사용을 만들었다.
랜돌프는 또한 현저한 방어적 선수였으며, 특히 병살로 전환하는 자신의 능력으로 알려졌다. 하지만 그는 더욱 곡예적이고 광범위한 같은 시기의 선수들 - 캔자스시티 로열스의 프랭크 화이트와 디트로이트 타이거스의 루 휘터커에게 내려진 골든 글로브를 수상한 적이 없다. 그는 1977년과 1978년 월드 시리즈를 우승한 양키스의 출발 2루수였다.
1980년 랜돌프는 4구에 의한 출루(119)에서 리그를 이끌었고 아메리칸 리그에서 출루율 2위(.427), 도루 8위(30),와 득점 9위(99)를 하였으며, 아메리칸 리그에서 2루에 실버 슬러거 상을 수상하였다.
1987년 그는 .305점을 타구하고 하나의 스크라이크에 타석에서 리그를 이끌고, 아메리칸 리그에서 출루율 4위(.411)와 4구에 의한 출루에서 9위(82)를 하였다. 그는 연타 경기에서 .366점을, 늦었던 경기에서 .345점을 타구하였다.
1988년 12월 그는 로스앤젤레스 다저스와 자유 계약 선수로서 계약을 맺었다. 랜돌프는 1989년 교전의 평균과 타구에서 다저스를 이끌고 자신의 6번째 올스타 팀으로 이루었다. 1990년 5월에 그는 스탠 재비어를 위하여 다저스에 의해 전직 챔피언 오클랜드 애슬레틱스로 이적되었다. 그해 후순에 랜돌프와 애슬레틱스는 아메리칸 리그 페넌트를 우승하였으나 월드 시리즈에서 내셔널 리그 챔피언 신시내티 레즈에 의하여 휩쓸어지고 말았다.
1991년 4월 그는 밀워키 브루어스와 자유 계약 선수로서 계약을 맺었다. 그해에 랜돌프는 아메리칸 리그에서 출루율 퍼센티지 2위(.424)와 타구 평균 3위(.327)를 하였다. 그는 득점 자세에서 득점자들과 .373점을 타구하였다.
12월에 뉴욕 메츠와 자유 계약 선수로서 계약을 맺었다. 1992년 37세의 나이에 그는 내셔널 리그에서 8번째의 연장자 선수였다. 메츠와의 자신의 마지막 경력 경기에서 팀의 훗날의 2루수 제프 켄트가 2루에서 랜돌프가 그의 마지막 경기를 활약하는 허락을 하는 데 유격수에서 자신의 출발을 만들러 나갔다.

## 코치와 감독 경력
11개의 시즌을 위하여 랜돌프는 양키스의 2루와 벤치 코치였으며, 다른 팀들과 감독을 맡는 일들을 위하여 중단적으로 인터뷰를 하였다. 2004년 랜돌프는 자신이 야구의 아무 수준에서 감독을 맡은 적이 없음에 불구하고 2005년 시즌을 위하여 메츠의 감독으로 임명되었다. 그는 메츠를 위하여 활약하고 후에 감독을 맡는 데 길 호지스, 요기 베라, 조 토리, 버드 해럴슨, 로이 맥밀런, 댈러스 그린, 바비 발렌타인에 이어 8번째 인물이 되었다. 4월 10일 애틀랜타 브레이브스를 2 대 1로 꺾으면서 감독으로서 자신의 첫 우승을 얻었다. 그 우승은 2005년 시즌을 시작하는 데 연전 연패한 5개의 경기를 정지하였다. 그는 그러고나서 메츠를 5개의 연속적 추가적인 승리들로 이끌어 2003년 8월 이래 팀에게 그들의 첫 6개의 연전 연승을 주었다. 랜돌프는 그해 메츠의 감독으로서 83 승 79 패와 함께 자신의 첫 시즌을 끝냈다. 그 기록은 내셔널 리그 동부에서 그들에게 3위를 위한 동점을 매겼다.

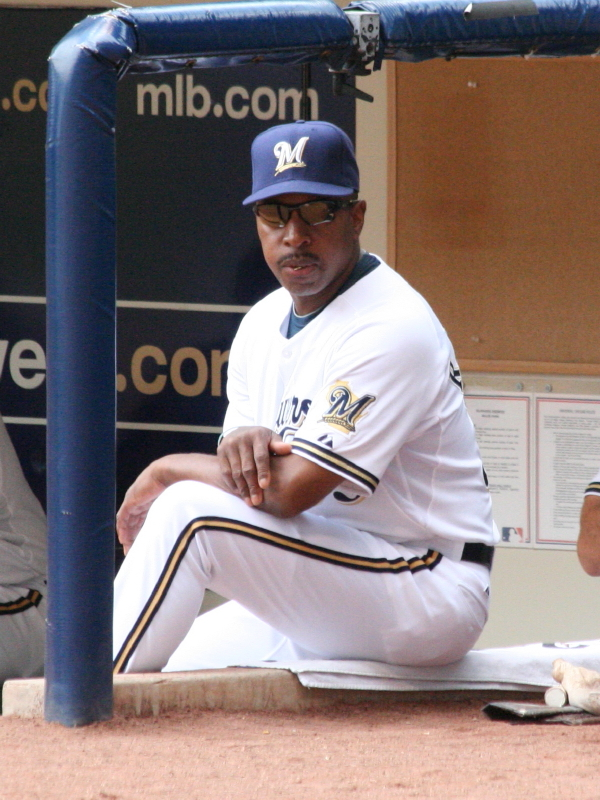
밀워키 브루어스 벤치 코치 시절

2006년 랜돌프는 리그 최고의 97 승 65 패의 기록과 내셔널 리그 동부 디비전 타이틀로 메츠를 관리하였다. 메츠는 월드 시리즈를 도달하는 1개의 게임 안에 드렁와 그해의 우승팀 세인트루이스 카디널스에게 내셔널 리그 선수권 시리즈의 7번째 경기를 패하였다. 랜돌프는 각각의 자신의 첫 2개의 시즌에서 적어도 12개의 경기들에 의하여 자신의 팀의 기록이 향상되는 데 메이저 리그 역사상 첫 감독이었다. 그는 그해의 내셔널 리그 감독 선정에서 플로리다 말린스의 감독 조 지라디에게 패하여 2위를 하였다.
2007년 랜돌프는 메이저 리그 역사상 메츠가 최악의 쇠약들 중의 하나를 가질 때 팀을 관리하였다. 17개의 게임들 만이 남으면서 내셔널 리그 동부에서 1위로 이끄는 7번째 경기를 보유하면서 메츠는 5 승 12 패로 끝내고 필라델피아 필리스에게 디비전을 패하고 말았다.
2008년 랜돌프의 직업 보증은 시즌으로 실망적인 출발과 6월 중순을 통하여 일치하지 않은 상연 이후에 차차 감소하였다. 6월 17일 로스앤젤레스 에인절스 오브 애너하임에 9 대 6으로 승리를 거둔 후 2시간 만에 랜돌프는 투수코치 릭 피터슨과 1루코치 톰 니에토와 함께 해고를 당하였다. 그의 그의 코치들은 중간기 감독 제리 매뉴얼과 코치들 켄 오버크펠, 댄 워던과 루이스 아가요에 의하여 대체되었다. 해고 당시의 팀의 기록은 내셔널 리그 동부에서 필리스에 6.5 경기로 밀려 34 승 34 패였다. 그해 이후에 메츠는 2015년까지 또다른 우승 시즌을 가지지 않았다.
2008년 시즌 이후에 랜돌프는 자신들의 감독 직위를 위한 밀워키 브루어스에 의하여 인터뷰 되었다. 자신이 3명의 결승 출장 코치들이 아니었어도 감독직은 켄 마차에게 가고 랜돌프는 2010년 11월까지 자신이 지낸 벤치코치 직위가 주어졌다. 브루어스의 총지배인 더그 멜빈에 의하면, 랜돌프가 마차의 아메리칸 리그 경험과 비교하여 내셔널 리그 팀들을 상대로 감독을 경험한 이유로 마차의 벤치코치로 의문되었다고 한다.
2010년 11월 23일 랜돌프는 2011년 볼티모어 오리올스를 위한 벅 쇼월터의 코치 직원으로 마지막 견본으로 임명되었다. 랜돌프는 제프 대츠를 대체하는 벤치코치의 직위를 취하였다. 6월에 랜돌프는 오리올스의 3루코치가 되는 데 존 러셀과 자리를 바꾸었다. 랜돌프와 오리올스는 그해 시즌 이후에 헤어졌다.
2012년 11월 26일 랜돌프가 월드 베이스볼 클래식에서 미국 팀을 위한 3루코치가 될 것을 공고하였다.
2015년 2월 16일 양키스는 그해 6월 20일 모뉴먼트 파크에서 명판과 함께 자신들이 랜돌프를 기념하리라고 공고하였다.
2015년 10월 21일 랜돌프는 그해 월드 베이스볼 클래식 프리미어 12를 위하여 미국 팀의 감독으로 임명되었다.

## 개인 생활
랜돌프는 현재 자신의 부인 그레첸과 함께 뉴저지주 프랭클린레이크스에 살고 있다. 그에게는 4명의 자식들이 있다 - 타니샤, 섄트레, 안드레와 키아라.
랜돌프는 자신의 딸 키아라가 일원이었던 포드햄 대학교의 2008년 졸업반으로 졸업식 연설을 하였다. 같은 날에 그는 양키스를 상대로 3 경기의 두번째 경기를 감독맡았다.